# Голубая колючая игуана
Голубая колючая игуана (Sceloporus cyanogenys) — вид ящериц семейства Phrynosomatidae, обитающая в Северной Америке.
Общая длина колеблется от 13 до 36 см. Голова умеренного размера, уплощённая, широкая. Туловище цилиндрическое. Хвост длинный, ближе к концу тоньше. Конечности развитые и крепкие. Отличительной особенностью является «ошейник» с чёрной и белой полосами, а также рисунок из светлых пятнышек на спине и шее. Самцы окрашены значительно ярче самок, поверх коричневой спины у них заметен зеленовато-синий узор, верхняя сторона ног бронзовая, горло ярко-синее. Самки и молодые самцы коричневые или серые.
Любит каменистые места, в частности обрывистые склоны, оставленные каменные здания. Питается насекомыми, молодыми грызунами.
Яйцеживородящая ящерица. Самка рождает 6—18 детёнышей.
Вид распространён от южных районов Техаса (США) до Мексики.